# Ханин, Григорий Исаакович
Григорий Исаакович (Гирш Ицыкович) Ханин (род. 11 июня 1937, Дагда) — советский и российский экономист. Доктор экономических наук. Профессор Новосибирского государственного технического университета.

## Биография
После Великой Отечественной войны проживал и учился в Риге. В 1959 году окончил Ленинградский финансово-экономический институт. В 1959—1962 году работал экономистом на промышленных предприятиях Риги. В 1962—1965 годы — аспирант Ленинградского финансово-экономического института. В 1965—1973 годы преподаватель, старший преподаватель Новосибирского государственного университета (НГУ). В 1968 году в НГУ защитил кандидатскую диссертацию «Некоторые методологические вопросы централизованного планирования социалистической экономики», которая не была утверждена ВАК. В 1972 году уволен из НГУ. Желая разобраться в функционировании рынка капитала, занялся исследованием фондовых бирж. Защитил диссертацию на эту тему в Институте мировой экономики и международных отношений АН СССР в 1973 году.
В 1972—1979 годы работал старшим научным сотрудником в НИИ систем Министерства приборостроения СССР. В 1979—1986 работал преподавателем в Институте повышения квалификации инженерно-технических работников Министерства промышленности строительных материалов СССР (г. Искитим (Новосибирская область)). Не имея возможности устроиться на работу в Новосибирске в 1986 году уехал работать в Кызыл (Тувинская АССР) в качестве заведующего экономической лабораторией Тувинского комплексного отдела СО АН СССР в Кызыле.
В 1973 году начал исследования по альтернативным макроэкономическим оценкам советской экономики. Впервые обнародовал первые их результаты на научном семинаре в Звенигороде в 1976 году. В 1982—1985 году опубликовал в закамуфлированном виде результаты своих расчётов в советских экономических журналах. В 1987 году совместно с известным журналистом Василием Селюниным опубликовал в журнале «Новом мире» № 2 статью «Лукавая цифра», которая имела большой общественный резонанс в СССР и за рубежом. В 1988—1991 годы опубликовал результаты исследований по альтернативным оценкам в ряде советских журналов и в виде книги. В 1991 году работал в качестве приглашённого научного сотрудника в Стокгольмском институте по изучению экономики СССР и стран Восточной Европы.
В 1992 году в Центральном экономико-математическом институте РАН защитил докторскую диссертацию по альтернативным макроэкономическим оценкам.
В 1992 году принял активное участие в создании первого в Новосибирске частного вуза — Сибирского независимого университета и в течение 3 лет был деканом экономического факультета этого вуза. С 1995 года работает профессором ряда государственных вузов Новосибирска, которые покидал из-за неудовлетворенности характером научной и учебной деятельности в них. С 2002 года работает профессором кафедры «Экономическая теория» Новосибирского государственного технического университета (в настоящее время по совместительству) и профессором кафедры «Экономическая теория» Сибирской академии государственной службы. С 2014 года работает в качестве научного сотрудника в лаборатории региональных исследований Сибирского института управления — филиала РАНХиГС (Новосибирск).
С 1996 года продолжил исследования по альтернативным макроэкономическим оценкам теперь уже российской экономики совместно с несколькими новосибирскими экономистами. Под его руководством был осуществлен пересчёт макроэкономических показателей экономики России за 1992—2015 годы по более обширному кругу показателей, чем по советской экономике. На основе этих переоценок были своевременно предсказаны кризисы 1998, 2008 и 2013—2017 годов.
С 1998 года, осмысливая крах российской экономики 1990-х годов, в качестве наиболее вероятного варианта её спасения, стал рассматривать возврат к командной экономике. Для изучения этой гипотезы решил заново подвергнуть анализу историю советской плановой экономики периода её зрелости, с конца 1930-х годов. С тех пор пишет экономическую историю России в новейшее время. По этой проблеме опубликованы 3 монографии.
Последние несколько лет исследует также спорные вопросы российской гражданской истории. В связи с этим опубликованы статьи о Сталине как инициаторе либерализации советского общества, социальной дифференциации в России в начале XX века, развитии экономики России в XVIII веке, оценке деятельности Екатерины II.
В 2010 годы опубликованы статьи с общим анализом современной российской буржуазии и отдельных её слоев на основе изучения деятельности отдельных компаний.
По сведениям блога Елены Лариной «HRазведка» за июль 2015 года аналитическая служба Конгресса США, проанализировав многочисленные оценки российской экономики в США и России, пришла к выводу, что наиболее достоверными являются оценки Г. И. Ханина вместе с Д. А. Фоминым: «Буквально на днях читала доклад аналитической службы Конгресса США относительно методов анализа российской экономики и используемой статистической базы. Помимо прочего, авторы доклада, среди которых входят известные американские эконометристы, специалисты по данным, отставные профессионалы из разведсообщества и т. п., сравнивают расчеты по российской экономике, сделанные в последние годы ЦРУ, рядом американских исследовательских центров, Росстатом и российскими независимыми центрами. В результате анализа сделан вывод, что наиболее достоверным источником данных по российской экономике, как в прошлом, еще времен СССР, так и в настоящем, являются книги и публикации друга нашего блога, выдающегося российского экономиста и аналитика Г. И. Ханина, многие из которых в последнее время написаны совместно с Д.Фоминым».
В журнале «Идеи и идеалы» и ряде других изданий опубликованы воспоминания, охватывающие период с 70-х годов XX века до настоящее время.
В 2017 году опубликованы статьи и рецензии, осмысливающие общественный контекст истории отечественной статистики.
В 2017 году опубликованы две статьи, посвящённые сравнительному анализу истории России и США, и сразу после выборов — перспективам правления Трампа.
В 2017 году написан ряд статей с анализом финансовой системы современной России и Центробанка РФ.
Летом 2017 года открыт блог «Работы Григория Ханина» и страница Г. И. Ханина в социальной сети Facebook.

### Монографии и учебные пособия
- Ханин Г. И. Динамика экономического развития СССР / Отв. ред. В. А. Волконский. Новосибирск: Наука, 1991. 267 с.
- Ханин Г. И. Советский экономический рост: анализ западных оценок. Новосибирск: Экор, 1993. 156 с.
- Ханин Г. И. Экономическая история России в новейшее время / Учеб. пособие в 3 частях. Ч. 1: Экономика СССР в конце 30-х — 1960 год. Новосибирск: Издательство СибАГС, 2003. 176 с.
- Ханин Г. И. Экономическая история России в новейшее время / Учеб. пособие в 3 частях. Ч. 2: Экономика СССР в 1961—1987 гг. Новосибирск: Издательство СибАГС, 2007. 339 с.
- Ханин Г. И. Экономическая история России в новейшее время / Учеб. пособие в 3 частях. Ч. 3: Экономика СССР и России в 1988—1991 г. Новосибирск: Издательство СибАГС, 2011. 351 с.
- Ханин Г. И. Экономическая история России в новейшее время: Экономика СССР в конце 1930-х гг. — 1987 г. Новосибирск: Издательство НГТУ, 2008. 516 с.
- Ханин Г. И. Экономическая история России в новейшее время: Экономика СССР и РСФСР в 1988—1991 годах. Новосибирск: Издательство НГТУ, 2010. 407 с.
- Ханин Г. И. Экономическая история России в новейшее время: российская экономика в 1992—1998 годы. Новосибирск: Изд-во НГТУ, 2014. 711 с.
- Экономика СССР в годы первой пятилетки. — Новосибирск : Сибирский ин-т управления, 2023. — 154 с. : ил. — ISBN 978-5-8036-1052-6

### Публицистика
- Селюнин В., Ханин Г. Лукавая цифра // Новый мир. 1987. № 2.
- Селюнин В., Ханин Г. Статистика знает всё? // Новый мир. 1987. № 12. С. 255—257.
- Экономический рост советской экономики: альтернативная оценка // Коммунист. 1988. № 17. С. 83-90.

### Воспоминания
- Непрошеный советник Свободная мысль
- Воспоминания экономиста // Ханин Г. И. Сочинения в двух томах. Т. 2. — М.: Товарищество научных изданий КМК, 2020.

### Важнейшие журнальные статьи за 2001—2017 годы.
- Ханин Г. И. Альтернативные методы определения объема экспорта капитала из России // ЭКО. 2001. № 1. С. 21-30.
- Ханин Г. И. Почему Россия не Америка? Размышления над книгой // ЭКО. 2001. № 3. 172—186.
- Ханин Г. И. Десятилетие триумфа советской экономики. Годы пятидесятые // Свободная мысль-XXI. 2002. № 5. С.72-94.
- Ханин Г. И. Перераспределение доходов населения как фактор ускорения экономического развития и обеспечения социальной стабильности // ЭКО. 2002. № 6. С. 87-98.
- Ханин Г. И. Преданная революция, или несчастная судьба демократии в России? (О кн. Питера Рэддуэя и Дмитрия Глинского «Трагедия российских реформ. Рыночный большевизм против демократии») // ЭКО. 2002. № 3. С. 165—187.
- Ханин Г. И. Советское экономическое чудо: миф или реальность? // Свободная мысль-XXI. 2003. № 7, 8, 9, 11.
- Ханин Г. И., Полосова О. И., Иванченко Н. В. Российская экономика в 1996—2000 гг. альтернативная оценка // ЭКО. 2004. № 2. С. 37-61.
- Ханин Г. И. Теория рывка и опыт России по преодолению экономической отсталости // ЭКО. 2004. № 9. С. 80-97.
- Ханин Г. И. Технология экономического рывка в России (чему учит исторический опыт) // ЭКО. 2004. № 10. С. 165—180.
- Ханин Г. И., Фомин Д. А. Цена торговли // ЭКО. 2005. № 6. С. 19-32.
- Ханин Г. И. «Оттепель» и «перестройка» начались… при Сталине? // ЭКО. 2005. № 9. С. 70-100.
- Ханин Г. И. За верную цифру: макроэкономическая статистика России, хозяйственная жизнь и экономическая политика // Вопросы статистики. 2005. № 3. С. 51-70.
- Ханин Г. И. Состояние и перспективы российской экономики в начале XXI века // ЭКО. 2005. № 12. С. 86-108.
- Ханин Г. И. Экономические программы и прогноз, или маниловщина и самообман // ЭКО. 2006. № 4. С. 2-19.
- Ханин Г. И., Фомин Д. А. Оценка воспроизводства основного капитала в экономике России // Вопросы статистики. 2006. № 10. С. 6-19.
- Ханин Г. И., Фомин Д. А. Потребление и накопление основного капитала в России: альтернативная оценка // Проблемы прогнозирования. 2007. № 1. С. 26-51.
- Ханин Г. И., Фомин Д. А. Коммунальная антиутопия // ЭКО. 2007. № 7. С. 3-21.
- Ханин Г. И., Фомин Д. А. 20-летие реформ в России: макроэкономические итоги // ЭКО. 2008. № 5. С. 42-62.
- Ханин Г. И. Макроэкономические оценки экономики России XVIII века и загадки российской ретроспективной экономической и демографической статистики // Вопросы статистики. 2008. № 8. С. 78-82.
- Ханин Г. И. Российское высшее образование и общество (начало) // ЭКО. 2008. № 8. С. 75-92.
- Ханин Г. И. Российское высшее образование и общество (окончание) // ЭКО. 2008. № 9. С. 121—132.
- Ханин Г. И. Почему в России мало хороших экономистов // Свободная мысль. 2008. № 10. С. 103—116.
- Ханин Г. И. Экономические дискуссии конца периода перестройки (начало) // ЭКО. 2008. № 12. С. 39-57.
- Ханин Г. И. Экономические дискуссии конца периода перестройки (окончание) // ЭКО. 2009. № 2. С. 85-103.
- Ханин Г. И. Дифференциация доходов в дореволюционной России // Вопросы статистики. 2010. № 3. С. 75-79.
- Ханин Г. И., Фомин Д. А. Деньги для модернизации: сколько нужно и где их взять? // Свободная мысль. 2011. № 1. С. 45-60.
- Ханин Г. И. Надо ли восхищаться Екатериной II? (начало) // ЭКО. 2011. № 3. С. 179—188.
- Ханин Г. И. Надо ли восхищаться Екатериной II? (окончание) // ЭКО. 2011. № 4. С. 169—183.
- Ханин Г. И. Альтернативная оценка стоимости основных фондов и рентабельности промышленности КНР в 2009 году // Вопросы статистики. 2012. № 4. С. 76-79.
- Ханин Г. И., Фомин Д. А. В России начался экономический кризис и, скорее всего, он будет долгим // Terra Economicus. 2013. Т. 11. № 2. С. 11-15.
- Ханин Г. И. Современная российская буржуазия (опыт экономического эскиза) // Terra Economicus. 2013. Т. 11. № 1. С. 9-28.
- Ханин Г. И. Период «шоковой терапии» (1992—1998) // Идеи и идеалы. 2014. Т. 1. № 2 (20). С. 131—147.
- Ханин Г. И. Период «шоковой терапии» (1992—1998) // Идеи и идеалы. 2014. Т. 1. № 3 (21). С. 154—165.
- Ханин Г. И. Экономический кризис 2010 гг. и его социально-политические истоки и последствия // Мониторинг общественного мнения: экономические и социальные перемены. 2014. № 5 (123). С. 210—220.
- Ханин Г. И., Фомин Д. А. Об организации и имидже российской статистики // Свободная мысль. 2015. № 1 (1649). С. 93-110.
- Ханин Г. И., Фомин Д. А. Постсоветское общество и российская макроэкономическая статистика // Мир России: Социология, этнология. 2017. Т. 26. № 2. С. 62-81.
- Ханин Г. И., Фомин Д. А. Динамика основного капитала экономики РФ в постсоветский период (1992—2015 гг.) // Проблемы прогнозирования. 2017. № 4. С. 21-33.